# Arkadiusz Baran
Arkadiusz Baran (ur. 9 listopada 1979 w Jarosławiu) – polski piłkarz grający na pozycji pomocnika w Stali Rzeszów. Starszy brat Grzegorza Barana.
Swoją karierę rozpoczynał w sezonie 1997/1998 występując w zespole JKS 1909 Jarosław. W następnym roku przeniósł się do Stali Rzeszów, skąd był wypożyczony do Polonii Przemyśl. Przed rundą wiosenną sezonu 2002/2003 przeniósł się do Cracovii, gdzie występował przez osiem kolejnych sezonów wraz z klubem awansując z trzeciego na pierwszy poziom ligowy. W polskiej ekstraklasie zadebiutował 30 lipca 2004 roku w spotkaniu Cracovii z Zagłębiem Lubin. W sezonie 2005/2006 był najostrzej grającym zawodnikiem Orange Ekstraklasy (został ukarany 10 żółtymi i 2 czerwonymi kartkami). W barwach Cracovii rozegrał 167 oficjalne spotkania, w tym 137 w ekstraklasie i 2 w europejskich pucharach. W latach 2012–2016 był zawodnikiem Stali Rzeszów.